# Drevinge gård

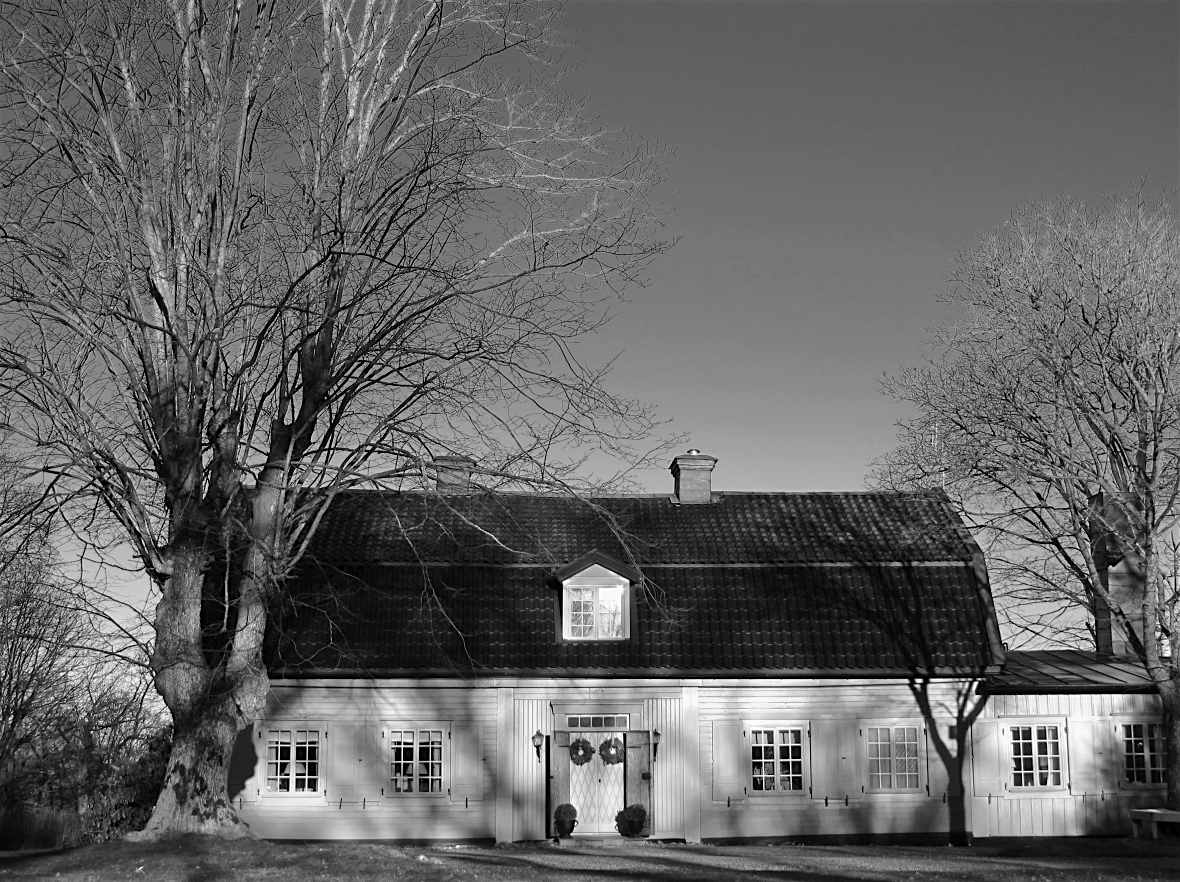
Drevinge gård

Drevinge gård är en gård i Saltsjöbaden, Nacka kommun, Stockholms län.

## Historia
Gårdsnamnet med efterleden -inge dateras till seklerna kring år 1. I västra kanten av odlingsmarken söder om gården och Saltsjöbadsleden finns ett litet förhistoriskt gravfält.
I skriftliga källor omnämns Drevinge för första gången 1332. Gårdstunets äldsta karterade läge var söder om Saltsjöbadsleden i de nuvarande hästhagarna. 1728 blev Drevinge arrendegård under godset Erstavik. 1822 flyttade man en flygelbyggnad därifrån till en plats norr om vägen vid Drevinge, nära Lännerstasundets strand. Det blev gårdens nya huvudbyggnad, som står kvar än idag, och det gamla gårdsläget avhystes.
Drevinges huvudbyggnad är alltså från 1600- eller 1700-talet, men har bara stått på sin nuvarande plats sedan 1822. Då arkitekten Jean Eric Rehn på 1760-talet fick i uppdrag av köpmannen Herman Petersen att rita Erstaviks nya huvudbyggnad behöll han två äldre flyglar, av vilka Drevinges nuvarande huvudbyggnad var den ena. Den andra flygelbyggnaden står fortfarande kvar vid Erstavik och rymmer gårdens kapell.